# 伊茲拉島
伊茲拉島（希臘語：Ύδρα）是希臘阿尔戈-萨罗尼科斯群岛的島嶼，位於愛琴海中米爾托翁海和阿尔戈利斯湾之间，与伯罗奔尼撒半岛相隔着一条狭窄的水道。该岛長18公里、寬4公里，面積49.6平方公里，最高海拔高度598米。2021年人口数量为1,988人。
行政上该岛隶属于阿提卡大區岛屿专区的伊兹拉市镇。除该岛外，伊兹拉市镇还包括佐科斯島及十几个周边小岛。岛上的主要聚居地为伊兹拉镇。

## 外部連結
- 伊兹拉市镇官方网站 （希臘語）